# Montgru-Saint-Hilaire
Montgru-Saint-Hilaire é uma comuna francesa na região administrativa de Altos da França, no departamento de Aisne. Estende-se por uma área de 3,24 km². Em 2010 a comuna tinha 33 habitantes (densidade: 10,2 hab./km²).